# Waschhaus (Marines)

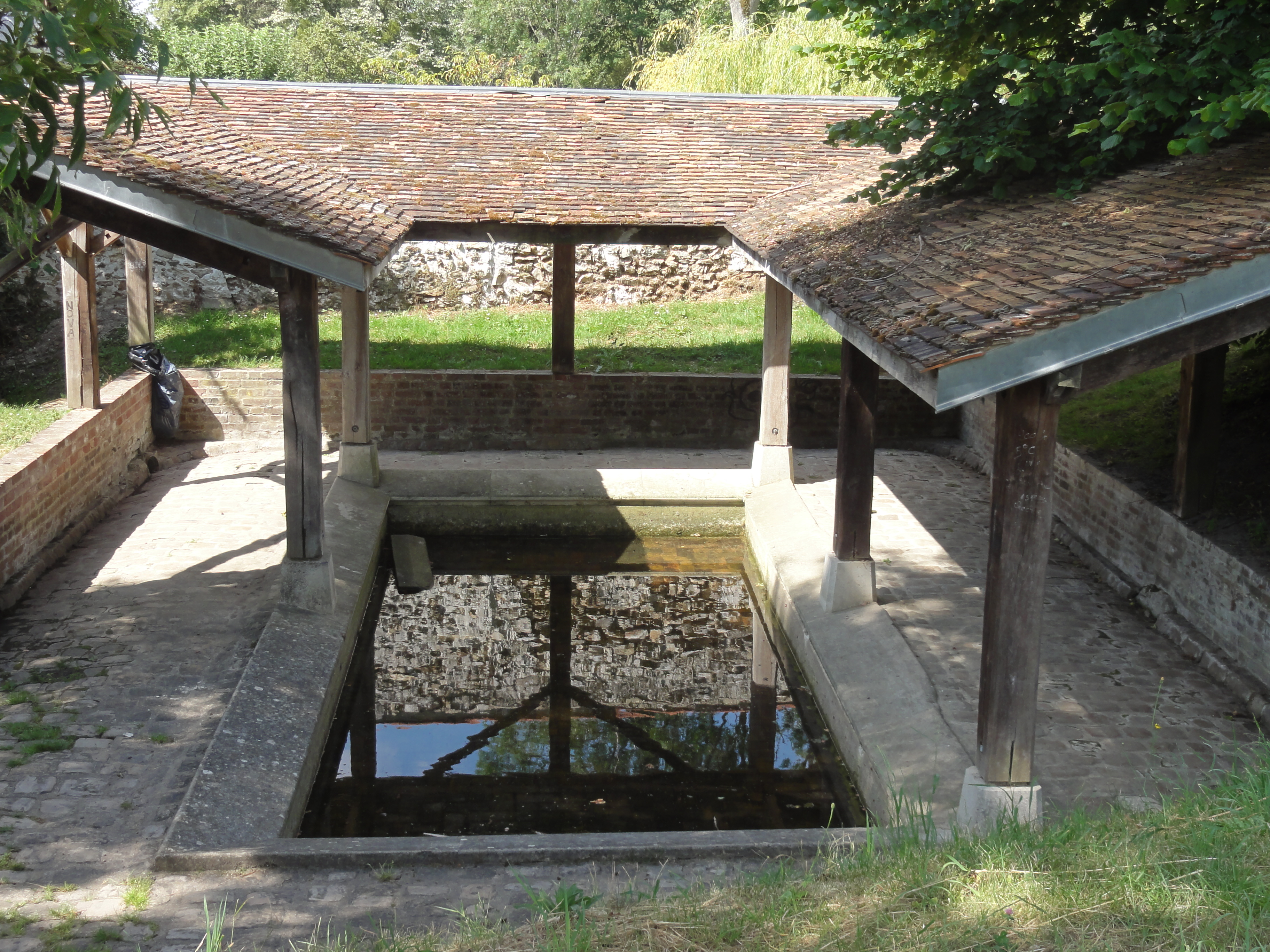
Waschhaus in Marines

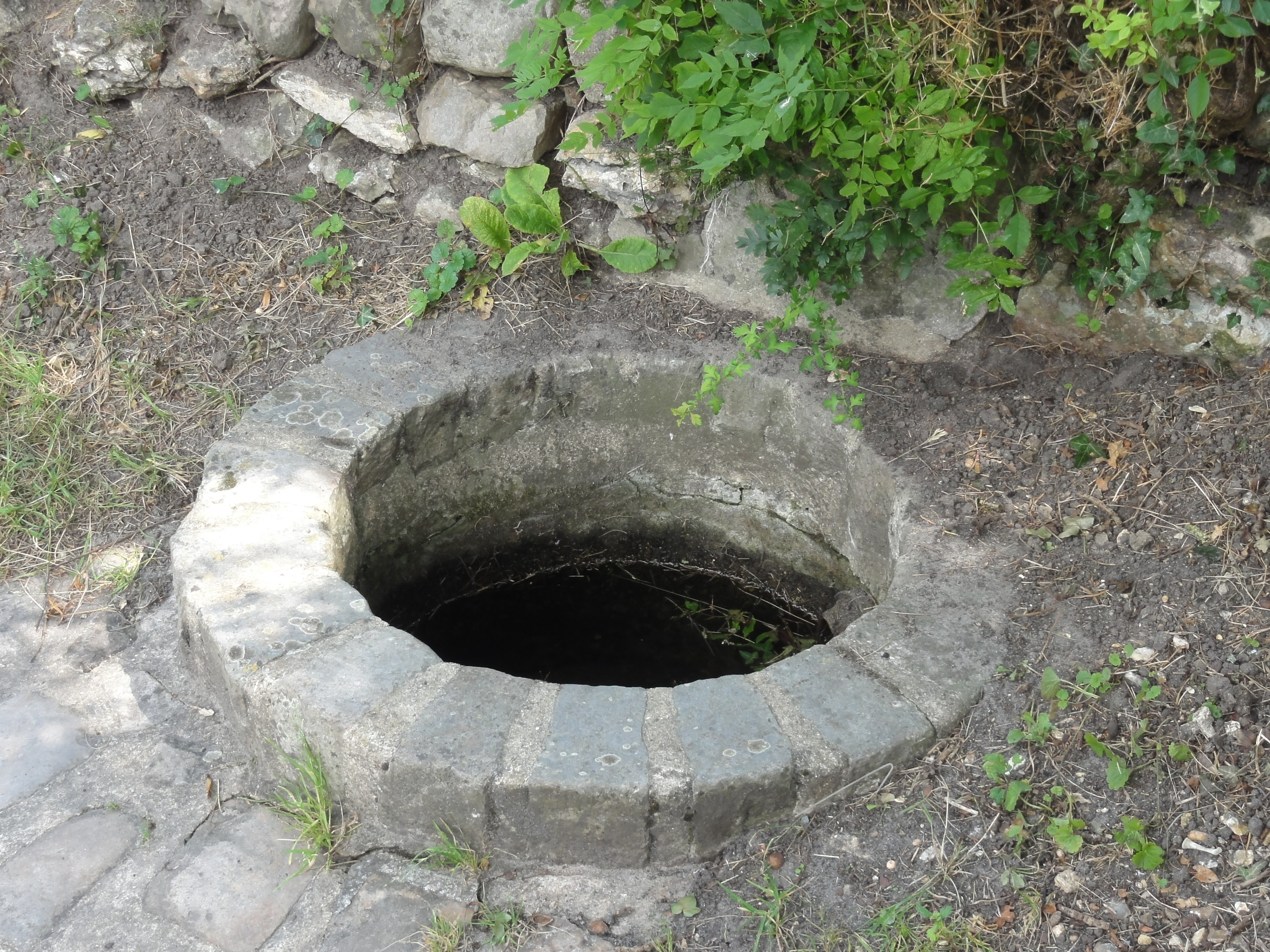
Brunnen Saint-Remi

Das Waschhaus (französisch lavoir) in Marines, einer französischen Gemeinde im Département Val-d’Oise in der Region Île-de-France, wurde um 1840 errichtet. Das öffentliche Waschhaus, das von einem Brunnen mit Wasser versorgt wird, steht in der Gemarkung Les Hautiers. 
Im Waschhaus in der Form eines Impluviums befindet sich zentral ein rechteckiges Becken, sodass die Wäscherinnen ihre Arbeit bei jedem Wetter verrichten konnten.